# Wilhelm Possak
Wilhelm Possak (ur. 1905, zm. 1988) – rumuński piłkarz oraz trener.

## Kariera piłkarska
W trakcie kariery Possak występował w rumuńskim CA Timișoara, węgierskich Újpest FC oraz Vasas SC oraz portugalskim Sportingu CP.

## Kariera reprezentacyjna
W reprezentacji Rumunii Possak rozegrał dwa spotkania. Zadebiutował w niej 15 kwietnia 1928 w wygranym 4:2 towarzyskim pojedynku z Turcją, a po raz drugi wystąpił w niej 6 maja 1928 w przegranym 1:3 towarzyskim spotkaniu z Jugosławią. W tamtym meczu strzelił także gola.

## Kariera trenerska
W latach 1935–1937 Possak prowadził portugalski Sporting CP.